# Universella värden
Universella värden är ett västerländskt politiskt begrepp som innebär att vissa liberala  principer är allmängiltiga och därför omfattar alla människor, överallt i världen, oavsett kulturella eller politiska förutsättningar. Efter franska revolutionen formaliserades dessa rättigheter till vad som finns idag, men grunden för dem är lagda redan under antiken, för mer än 2000 år sedan. 
Universella värden är exempelvis mänskliga rättigheter, demokrati, yttrandefrihet, åsiktsfrihet och allmän och lika rösträtt. Dessa värden innebär en strävan mot självstyre och ökad frihet för individen. Tanken om dessa universella värden har mött kritik såväl politisk som religiöst, historiskt inte minst från den kristna kyrkan. I modern tid har demokratin som universellt värde ifrågasatts av bland annat statsvetaren Samuel P. Huntington i boken The Clash of Civilizations där han driver tesen att alla människor inte vill ha demokrati och att det därför inte heller kan anses vara ett universellt värde. I boken skriver han att västerlandets universalism (filosofiskt och teologiskt begrepp) är något som inte passar hela världen.